# Principi KISS
El principi KISS és un principi que determina que la majoria dels sistemes funcionen millor si es manté la senzillesa per sobre de la complexitat. És un objectiu clau en el disseny que intenta evitar qualsevol complexitat innecessària.
És un acrònim de la locució anglesa «Keep it simple, stupid!», que es podria traduir com a «mantén-ho simple, ruc!». A l'inici. existeixen altres variacions, incloent-hi «keep it stupid simple», «keep it short and simple», «keep it simple or be stupid» o «keep it simple and straightforward». La sigla va ser encunyada per primera vegada per Kelly Johnson, enginyer en cap al Lockheed Skunk Works (creadors dels avions espies Lockheed U-2 i SR-71 Blackbird, entre molts d'altres). Johnson va demanar al seu equip d'enginyers que l'avió que estaven dissenyant havia de ser reparable per un mecànic mitjà directament en el camp de batalla sota condicions de combat només amb un joc d'eines estàndard. Per tant, el mot «estúpid» es refereix a la relació entre les coses que es trenquen i la sofisticació necessària per a arreglar-les. L'acrònim és usat per la Força Aèria dels Estats Units d'Amèrica i en el camp del desenvolupament de programari.